# Eta Muscae
Désignations
Eta Muscae (en abrégé η Mus) est une étoile multiple, de la constellation australe de la Mouche. Elle est visible à l'œil nu avec une magnitude apparente combinée de 4,79. D'après la mesure de sa parallaxe annuelle par le satellite Gaia, le système est distant d'environ 115 pc (∼375 al) de la Terre. Il est membre du groupe Bas-Centaure Croix du Sud (LCC) de l'association Scorpion-Centaure, qui est l'association d'étoiles massives de types O et B la plus proche du Système solaire.
Ses deux composantes principales, désignées Eta Muscae Aa et Ab, forment une binaire spectroscopique à raies doubles qui sont dans une orbite circulaire d'une période de 2,4 jours,. Ses deux étoiles sont des étoiles bleu-blanc de la séquence principale similaires de type spectral B8V. Elles constituent également une binaire à éclipses détachée dont la magnitude apparente baisse de 0,05 à chaque orbite.
Plus loin du sous-système primaire se trouvent deux étoiles de magnitude 7,2 et 10,3, et désignées Eta Muscae B et C. Elles partagent une distance et un mouvement propre similaire à Eta Muscae A, indiquant qu'elles sont liées au système. Des indices de l'existence d'une composante supplémentaire ont été détectés à partir de l'existence d'un cycle de 30 jours dans le comportement orbital de la paire principale. Les données suggèrent une excentricité orbitale de 0,29 pour cette composante suspectée, Eta Muscae D.